# Istarska socijaldemokratska nezavisna stranka
Istarska socijaldemokratska nezavisna stranka (ISDNS) je izvanparlamentarna regionalna stranka u Istri. U početku se zvala Istarska nezavisna stranka (INS). Osnovana je u Rovinju, 15. rujna 1990. Predsjednik je Ivan Janko.

## Pojavljivanja na izborima
Na parlamentarnim izborima 2000. ISDNS je koalirao s HKDS-om, IPS-om i KDM-om u VIII. izbornoj jedinici. Lista je dobila 0,82% glasova.
U koaliciji s Pokretom za ljudska prava - Strankom ekološki svijesnih građana (POL), ISDNS je dobio tek 0,48% glasova na parlamentarnim izborima 2003. u VIII. izbornoj jedinici.
ISDNS je u koaliciji sa Strankom umirovljenika (SU) na parlamentarnim izborima 2007. u VIII. izbornoj jedinici dobio 0,7% glasova.

## Odrednice programa
Stranka se zauzima za istinski preporod gospodarstva i modernizaciju Hrvatske te rješavanje nacionalne i socijalno-gospodarske krize, čije se rješenje sastoji od: sudjelovanja u aktivnoj zakonskoj odgovornosti dužnosnika prema nacionalnim dobrima i narodu, prenošenja stranačke odgovornosti na moralne pojedince izravnim izborima, stvaranja instituta i udruga socijalne države u cilju postizanja socijalne pravde, kreiranja gospodarsko-financijskog okruženja za rast proizvodnje i prodaje.
ISDNS se zalaže za očuvanje hrvatskih tradicionalnih vrijednosti i demografskog razvitka, stvaranje učinkovite pravne države i snažne demokratizacije, Ujedinjenu Europu nacija, ali ne na štetu nacionalnog identiteta, razvoja gospodarstva i domaćih resursa, uključujući i NATO.
Stranka u osnovi svog programa zagovara potpunu ravnotežu zahtjeva ekologije i ekonomskog razvoja, aktivno sudjelovanje u svjetskim procesima globalizacije i individualizacije, organiziranje Hrvatske pretežito na malom gospodarstvu i obrtništvu uz financijsku integraciju velikih poduzeća s uspješnim upravljačima (dokazanim i natječajima popunjenim radnim mjestima), poštenu integraciju Hrvatske unutar Europske unije, ali uz balansiranje uvoza imigranata, resursa, bez isisavanja domaćih resursa i bankarskog novca, suradnju, a ne bespogovorno izvršavanje zahtjeva Svjetske banke, EU, susjednih republika, Haaškog suda, inozemnih novčanih institucija i drugih, dovršetak procesa privatizacije uz priznavanje vlasništva radnicima ili obeštećenju za - po njima stvorenu – imovinu.
Stranka se također zauzima i za zakonski onemogućenu rasprodaju teritorija (zemlje, voda, koridora, ribolovnih zona, koncesija i drugih stvarnih prava), poništenje nezakonitih koncesija, posebno na objektima, koje su svojim novcem financirali građani Hrvatske.
ISDNS smjera rigoroznim zakonima i kontrolama zaštititi vodu, tlo, zrak, hranu i zdravlje, te želi postaviti socijalna tijela i na visoki terapeutski nivo, radi istinske pomoći nemoćnim, bolesnim, ovisnicima i osobama bez prihoda uključujući u taj proces volontere, donatore, roditelje, studente, vojnike, državne službenike i sl.

## Vanjski izvori
- Rezultati izbora 2000.  Arhivirana inačica izvorne stranice od 19. siječnja 2010. (Wayback Machine)
- Rezultati izbora 2003.  Arhivirana inačica izvorne stranice od 21. lipnja 2009. (Wayback Machine)
- Rezultati izbora 2007.[neaktivna poveznica]
- Registar pol. stranaka u RH: ISDNS[neaktivna poveznica]